# Emil Limmer
Pour les articles homonymes, voir Limmer.
Emil Limmer, né le 20 juillet 1854 à Borna et mort en mars 1931 ou le 4 avril 1931 à Dresde, est un peintre allemand. Il est l'un des illustrateurs allemands les plus éclectiques et les plus prolifiques.

## Biographie
Emil Limmer naît le 20 juillet 1854 à Borna.
Il est élève de Pauwels à la Kunstakademie de Dresde. Il travaille à Dresde comme illustrateur de journaux et expose à partir de 1880. A partir de 1883 il travaille surtout pour l' Illustrirte Zeitung, le magazine allemand de premier plan.
Il meurt en mars 1931 ou le 4 avril 1931 à Dresde.